# Agios Efstratios
Agios Efstratios (în greacă Άγιος Ευστράτιος) este o mică insulă din Marea Egee. Se află la 30 km de la Lemnos și 80 km de la Lesbos. Insula are o suprafață de circa 43 km².